# Marie-Elisabeth Hecker

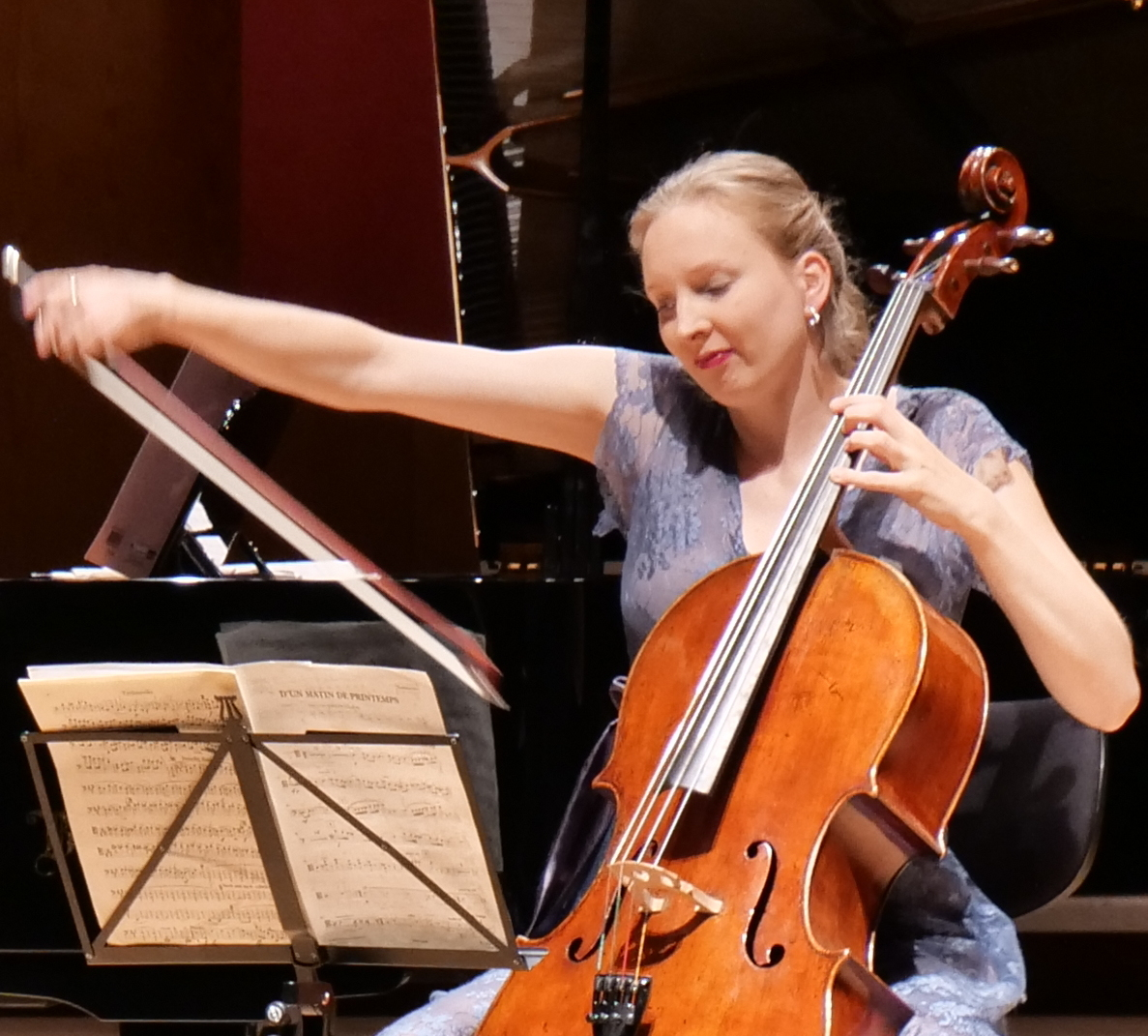
Marie-Elisabeth Hecker, 2019

Marie-Elisabeth Hecker (* 5. März 1987 in Zwickau) ist eine deutsche Cellistin. Ihre internationale Karriere begann im Jahr 2005 mit dem Gewinn des Rostropowitsch-Wettbewerbs in Paris.

## Leben
Marie-Elisabeth Hecker ist das fünfte von acht Kindern einer Pfarrersfamilie aus Kirchberg bei Zwickau. Bereits im Alter von fünf Jahren entwickelte sich ihre Leidenschaft zum Cellospiel. 1992 begann sie bei Wieland Pörner am Robert-Schumann-Konservatorium dieses Instrument zu studieren.
Ab 1999 gewann sie mehrere Wettbewerbe von Jugend musiziert. Im Jahr 2001 gewann sie den ersten Preis und einen Sonderpreis beim internationalen J. J. F. Dotzauer-Wettbewerb in Dresden. Von 2001 bis 2005 erhielt sie Unterricht bei Professor Peter Bruns im Fach Violoncello und Klaviertrio als externe Schülerin des Sächsischen Landesgymnasiums für Musik Dresden. Ab 2005 setzte sie ihr Studium bei Peter Bruns an der Hochschule für Musik und Theater „Felix Mendelssohn Bartholdy“ Leipzig fort.
2005 gewann Marie-Elisabeth Hecker als eine der jüngsten Teilnehmerinnen nicht nur den ersten Preis beim Rostropowitsch-Wettbewerb, sondern auch – ein Novum in der Geschichte des bedeutenden Wettbewerbs, der von 1977 bis 2009 alle vier Jahre in Paris stattfand – zugleich zwei Sonderpreise. Dieser achte Rostropowitsch-Wettbewerb war der letzte, den Mstislaw Rostropowitsch selbst noch erlebte und als Präsident leitete. Mehr als 200 Kandidaten hatten teilgenommen, mehr als bei allen vorigen Rostropowitsch-Wettbewerben.
Sie studierte bei Heinrich Schiff und nahm an Meisterkursen bei Anner Bylsma, Frans Helmerson, Bernard Greenhouse, Gary Hoffman und Steven Isserlis teil. Sie gehörte zu den Nachwuchs-Instrumentalisten, die von der Kronberg Academy eingeladen wurden, um bei den Chamber-Music-Tagen zwei Wochen lang mit den Meistern ihrer Fächer zu arbeiten. Später wirkte sie in Kronberg selbst als Dozentin.
In der Reihe »Junge Wilde« am Konzerthaus Dortmund hatte Marie-Elisabeth Hecker im Zeitraum Mai 2010 bis März 2012 drei Auftritte.
Am 8. Juni 2010 spielte sie, begleitet von der Staatskapelle Berlin unter Leitung von Daniel Barenboim, im Rahmen eines vielbeachteten Galakonzerts im Zwickauer Konzertsaal Neue Welt anlässlich des 200. Geburtstages von Robert Schumann dessen Cellokonzert op. 129. Per Live-Übertragung auf eine Großleinwand konnten mehr als 2000 weitere Besucher im Außenbereich an dem Konzert teilnehmen.
2011 wurden Marie-Elisabeth Hecker, die Geigerin Veronika Eberle und der Pianist Francesco Piemontesi als „Artists in Residence“ zum Musikfestival Heidelberger Frühling eingeladen.
Seit August 2017 unterrichtet Marie-Elisabeth Hecker als Professorin an der Hochschule für Musik Carl Maria von Weber Dresden.
2019 wurde ihr ein Stipendium in der Villa Massimo in Rom zuerkannt.
Marie-Elisabeth Hecker ist mit dem Pianisten Martin Helmchen verheiratet und Mutter von drei Töchtern.